# Groß Kreutz (Havel)

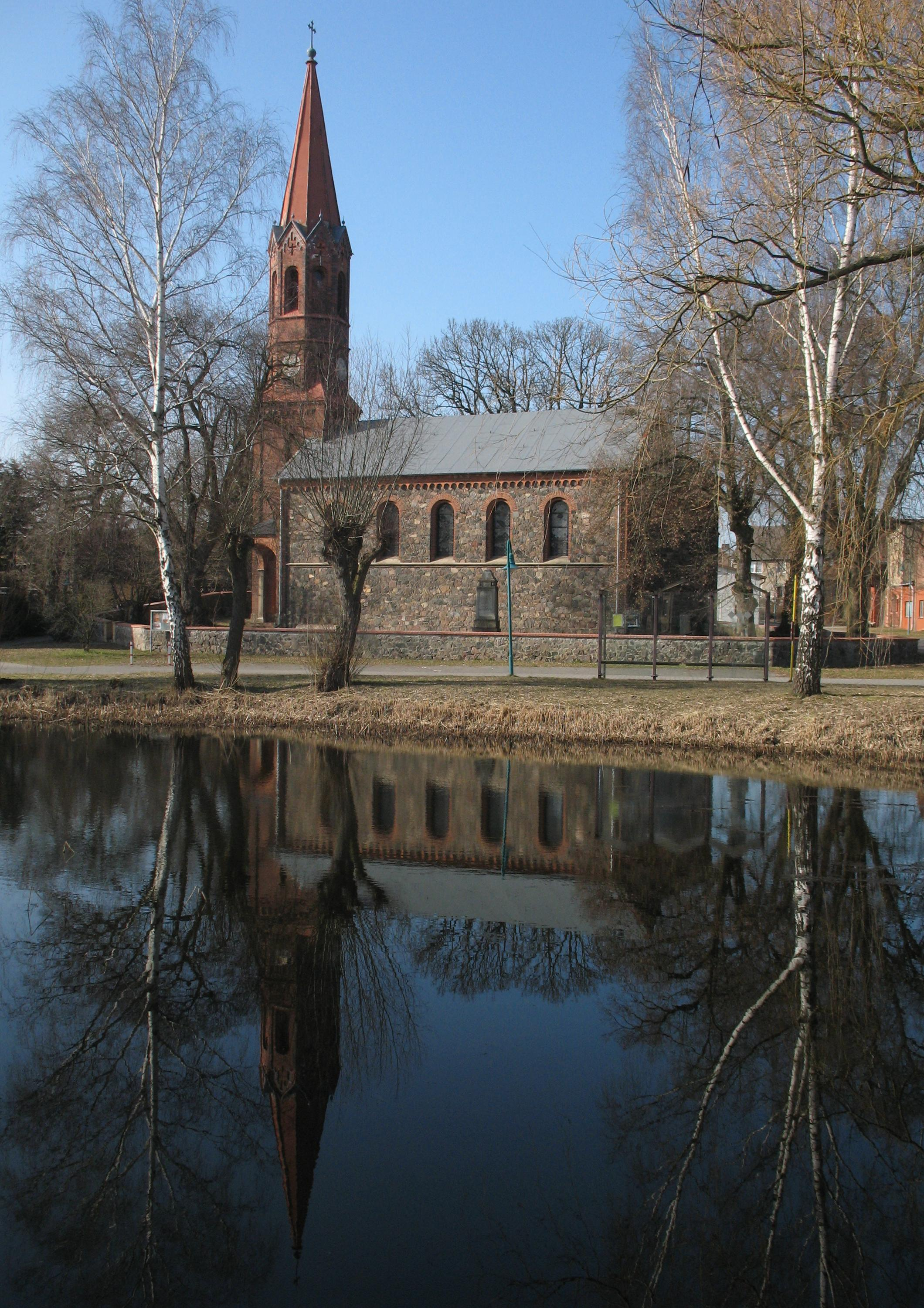
Kirche in Bochow

Groß Kreutz (Havel) ist eine amtsfreie Gemeinde im Landkreis Potsdam-Mittelmark in Brandenburg. Sie entstand 2003 durch gesetzlich verordneten Zusammenschluss von acht kleineren Gemeinden zunächst unter dem Namen Groß Kreutz/Emster. Zum 1. Juli 2004 wurde die Gemeinde in Groß Kreutz (Havel) umbenannt.

## Geografische Lage
Die Gemeinde Groß Kreutz (Havel) liegt vorwiegend südlich der Havel zwischen Brandenburg an der Havel und Werder (Havel) im Westen des Landes Brandenburg. Sie grenzt im Norden an die Stadt Brandenburg an der Havel, die Gemeinde Beetzsee und die Stadt Werder (Havel), im Osten an das Gebiet der Stadt Werder (Havel), im Süden an die Gemeinde Kloster Lehnin und im Westen wieder an das Gebiet der Stadt Brandenburg an der Havel.

## Gemeindegliederung
Ortsteile nach der Hauptsatzung der Gemeinde sind:
- Bochow mit den Gemeindeteilen Bochow Bruch und Neu Bochow
- Deetz
- Götz mit dem Gemeindeteil Götzer Berge
- Groß Kreutz mit dem Gemeindeteil Groß Kreutz Ausbau
- Jeserig
- Krielow
- Schenkenberg
- Schmergow

Hinzu kommen die bewohnten Gemeindeteile Bochow Bruch, Götzer Berge, Groß Kreutz Ausbau, Ketziner Siedlung, Neu Bochow, Phöbener Chaussee und Phöbener Siedlung sowie die Wohnplätze Deetzer Siedlung und Havelufer.

## Geschichte
Zur mittelalterlichen Geschichte blieben die Quellen unklar. Vor allem waren Verwechslungen mit Klein-Kreutz möglich, manchmal auch Wendisch-Kreutz genannt. Der slawische Name wurde volksetymologisch zu Kreuz umgedeutet. Die angebliche urkundliche Ersterwähnung ist 1275, als der Markgraf crucewiz dem Kloster Lehnin verkaufte; diese Urkunde bezog sich aber auf Wendisch-Kreutz (slauicam Crucewitz; 1300: Minor Crucewiz). 1300 wird Groß-Kreutz als Kirchdorf erwähnt: ecclesie ville nostre que maior crucewiz appellatur – die Kirche unseres Dorfs, das Groß-Kreutz genannt wird.

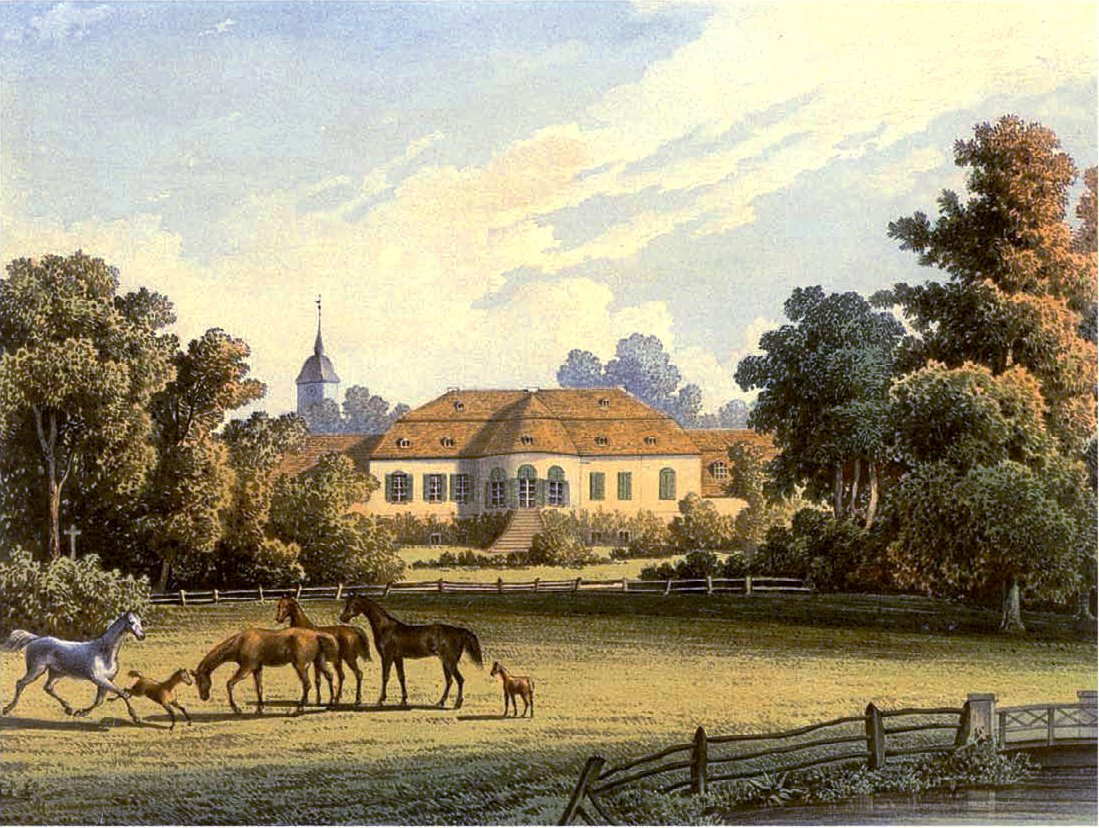
Gut Groß Kreutz um 1859/60, Sammlung Alexander Duncker

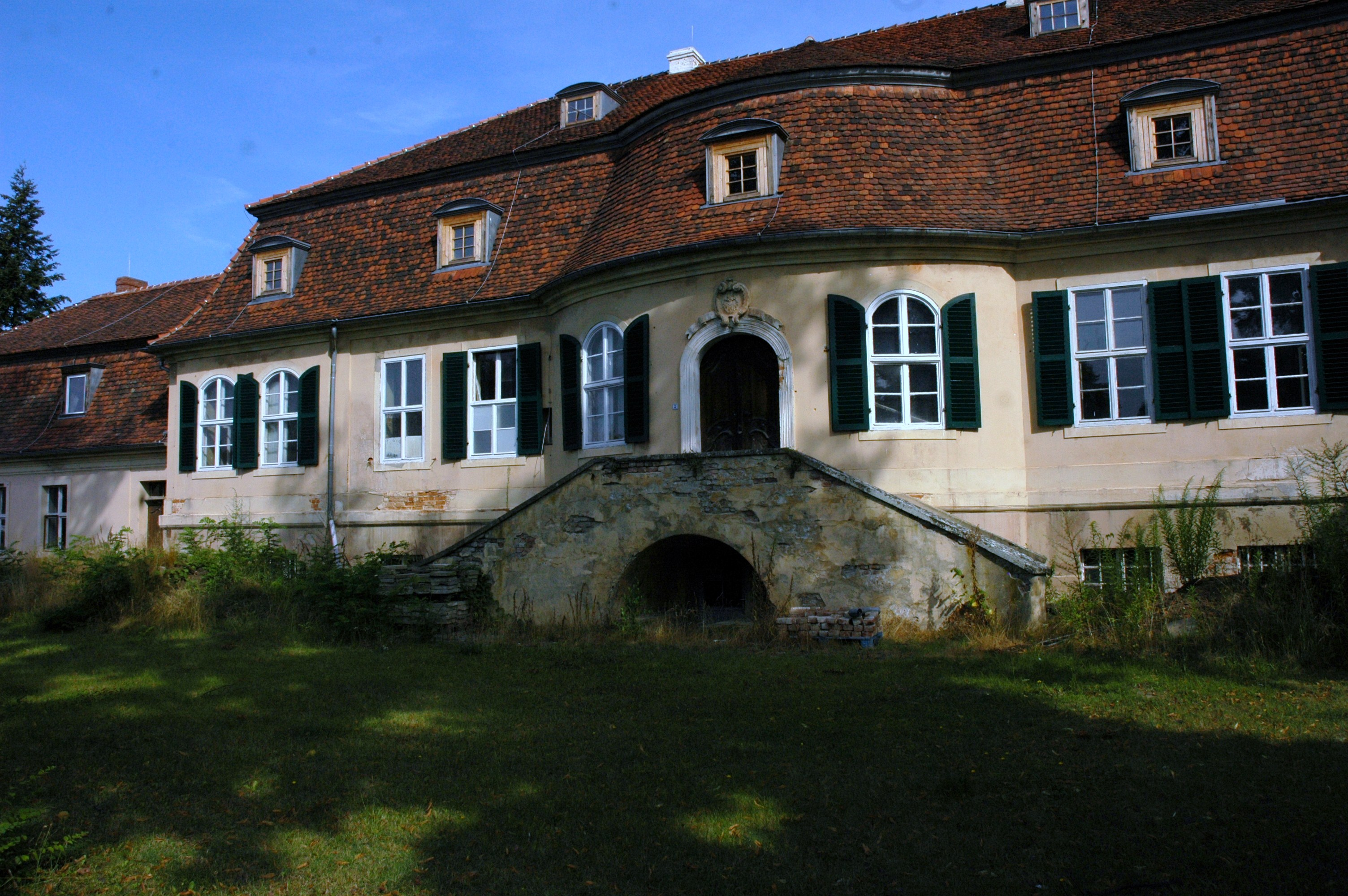
Gutshaus Groß Kreutz

1604 erwarb die Familie von Hake (auch Hacke geschrieben) das Gut, vertreten durch den kaiserlichen Feldmarschall Wolf Dietrich von Hacke. Seine Nachfolger waren der Erbschenk der Mark Brandenburg Adam von Hacke, dann dessen Sohn Botho Wilke von Hacke-Groß Kreutz. Vater und Sohn begannen ihre Laufbahn auf der Ritterakademie am Dom zu Brandenburg mit Schule und Internat. Das heutige Gutshaus wurde 1765 im Stil des Friderizianischen Rokoko für Carl Gottfried von Hacke (1733–1801) errichtet, dessen Wappen sich in der Schlusssteinkartusche über dem Türbogen befindet. Er war der letzte Erbschenk der Kurmark aus der mit ihm erloschenen Roten Linie (der Hake zu Berge) seines Geschlechts und Gutsherr auf Groß Kreutz, Hackenhausen, Blinsdorf und Mittelbusch. Nach Ansicht vom Potsdamer Stadthistoriker und Autoren (Prof. Dr.) Hans Kania (1878–1947) ist das Herrenhaus eine Schöpfung des Architekten Friedrich Wilhelm Diterichs nach dem Vorbild von Schloss Sanssouci, an dessen Errichtung er als Mitarbeiter Knobelsdorffs beteiligt war. Die Parkseite weist eine Aufteilung von neun Achsen, die Hofseite dagegen mit gleichem Mittelrisalit elf Achsen auf. Die Wanddekorationen führt er auf Carl Friedrich Fechhelm und die Ausmalung des Gartensaals auf den Pesne-Schüler Bernhard Rode zurück, die beide ebenfalls für Friedrich den Großen arbeiteten. Es handele sich daher um „ein Kleinod der friderizianischen Zeit, wie wir kein zweites mehr besitzen“. Das Gut mit dem Schlösschen kam im Erbgang von 1801 bis 1875 an die Familie von Arnstedt und fiel dann an die Familie von der Marwitz auf Friedersdorf, die es bis 1945 besaß. Noch vor der großen Wirtschaftskrise 1929 bestand das Rittergut Groß Kreutz mit dem Forstgut Hackenhausen aus 1602 ha Fläche. Zwei Enkel des letzten Besitzers Bodo von der Marwitz-Friedersdorf (1893–1982), Borries und Donat von Müller, konnten 1994 das Herrenhaus, die Hofstelle, den Park und etwa 70 ha Wiesengelände von der Treuhandanstalt als Nachfahren der alten Gutsbesitzerfamilie zurückkaufen.
Verwaltungsgeschichte
Groß Kreutz und seine heutigen Ortsteile gehörten seit 1817 zum Kreis Zauch-Belzig in der preußischen Provinz Brandenburg. 1952 wurden Groß Kreutz, Bochow, Krielow und Schmergow in den Kreis Potsdam-Land, Deetz, Götz, Jeserig und Schenkenberg in den Kreis Brandenburg-Land im DDR-Bezirk Potsdam eingegliedert. Seit 1993 liegen alle Orte im brandenburgischen Landkreis Potsdam-Mittelmark.
Die heutige (Groß-)Gemeinde entstand am 26. Oktober 2003, damals noch als Groß Kreutz/Emster, durch den per Gesetz verordneten Zusammenschluss der Gemeinden Bochow, Deetz, Groß Kreutz, Krielow und Schmergow des Amtes Groß Kreutz und der Gemeinden Götz, Jeserig und Schenkenberg des Amtes Emster-Havel. Zum 1. Juli 2004 wurde der Name in Groß Kreutz (Havel) geändert.

## Bevölkerungsentwicklung
| Jahr | Einwohner |
| ---- | --------- |
| 1875 | 0 660     |
| 1890 | 0 814     |
| 1910 | 0 958     |
| 1925 | 0 958     |
| 1933 | 1.033     |
| 1939 | 1.184     |

| Jahr | Einwohner |
| ---- | --------- |
| 1946 | 1.690     |
| 1950 | 1.700     |
| 1964 | 1.544     |
| 1971 | 1.490     |
| 1981 | 1.580     |
| 1985 | 1.663     |

| Jahr | Einwohner |
| ---- | --------- |
| 1990 | 1.750     |
| 1995 | 1.725     |
| 2000 | 1.698     |
| 2005 | 8.474     |
| 2010 | 8.197     |
| 2015 | 8.133     |

| Jahr | Einwohner |
| ---- | --------- |
| 2020 | 8.738     |
| 2021 | 8.856     |
| 2022 | 8.733     |
| 2023 | 8.775     |
| 2024 | 8.838     |

Gebietsstand des jeweiligen Jahres, Einwohnerzahl: Stand 31. Dezember (ab 1991),, ab 2011 auf Basis des Zensus 2011, ab 2022 auf Basis des Zensus 2022
Die Zunahme der Einwohnerzahl 2005 ist auf den Zusammenschluss mehrere Gemeinden zur neuen Gemeinde Groß Kreutz (Havel) im Jahr 2003 zurückzuführen.

## Politik

### Gemeindevertretung
Die Gemeindevertretung von Groß Kreutz besteht entsprechend der Einwohnerzahl der Gemeinde aus 18 Gemeindevertretern und dem hauptamtlichen Bürgermeister. Die Kommunalwahl am 9. Juni 2024 führte bei einer Wahlbeteiligung von 70,5 % zu folgendem Ergebnis:
| Partei / Wählergruppe                  | Stimmenanteil 2019 | Sitze 2019 |        | Stimmenanteil 2024 | Sitze 2024 |
| -------------------------------------- | ------------------ | ---------- | ------ | ------------------ | ---------- |
| CDU                                    | 36,6 %             | 6          | 30,5 % | 6                  |            |
| Interessengemeinschaft Havel           | 20,6 %             | 4          | 18,2 % | 3                  |            |
| AfD                                    | –                  | –          | 14,8 % | 1                  |            |
| SPD                                    | 11,3 %             | 2          | 11,0 % | 2                  |            |
| Wählergruppe Feuerwehr (FW)            | 05,9 %             | 1          | 07,0 % | 1                  |            |
| Die Linke                              | 08,9 %             | 2          | 04,8 % | 1                  |            |
| Bündnis 90/Die Grünen                  | –                  | –          | 04,7 % | 1                  |            |
| Einzelbewerber Marco Hintze            | 04,6 %             | 1          | 03,0 % | 1                  |            |
| Familienfreundliches Groß Kreutz (FGK) | –                  | –          | 02,4 % | –                  |            |
| Götzer Wählerliste (GÖWL)              | 04,9 %             | 1          | 02,1 % | –                  |            |
| FDP                                    | 03,7 %             | 1          | 01,5 % | –                  |            |
| Gemeinsam.Nebenan                      | 02,2 %             | –          | –      | –                  |            |
| Einzelbewerber Uwe Tschoban            | 01,3 %             | –          | –      | –                  |            |
| Insgesamt                              | 100 %              | 18         | 100 %  | 16                 |            |

Bei der Wahl 2024 entfielen auf die AfD drei Sitze, von denen zwei unbesetzt bleiben, weil die Partei nur einen Kandidaten nominiert hatte.

### Bürgermeister
- 1998–2003: Erhard Rennewerth[18]
- seit 2003: Reth Kalsow (CDU)[19]

Kalsow wurde in der Bürgermeisterwahl am 1. September 2019 ohne Gegenkandidat mit 73,4 % der gültigen Stimmen in seinem Amt bestätigt. Seine Amtszeit beträgt acht Jahre.

### Ortsteilwappen

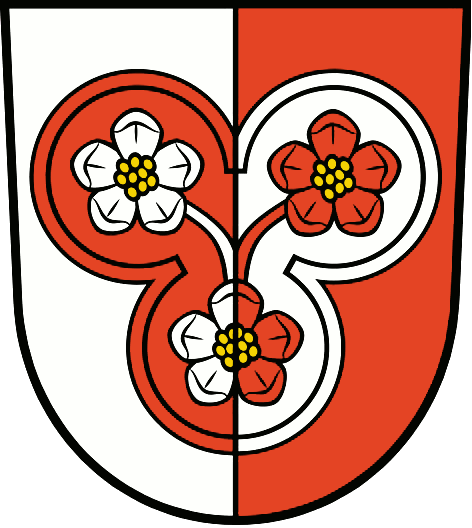
Bochow
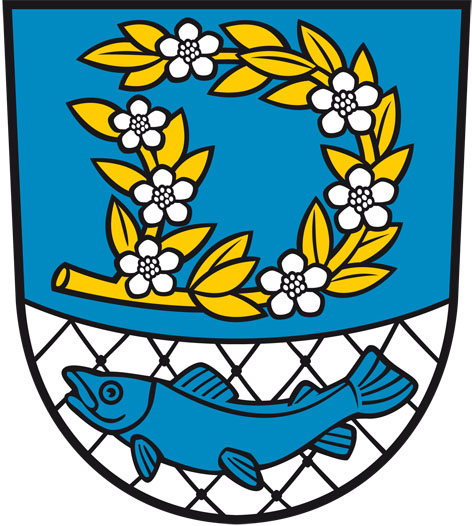
Deetz
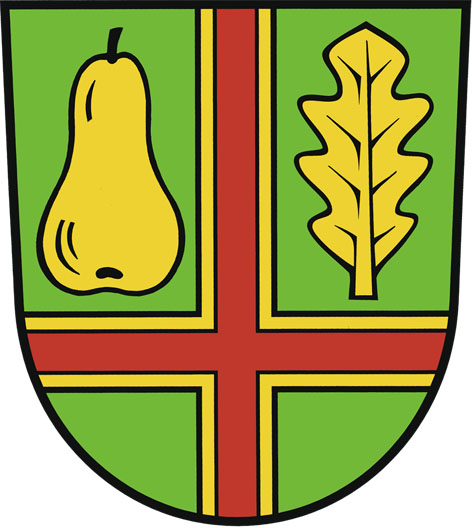
Groß Kreutz
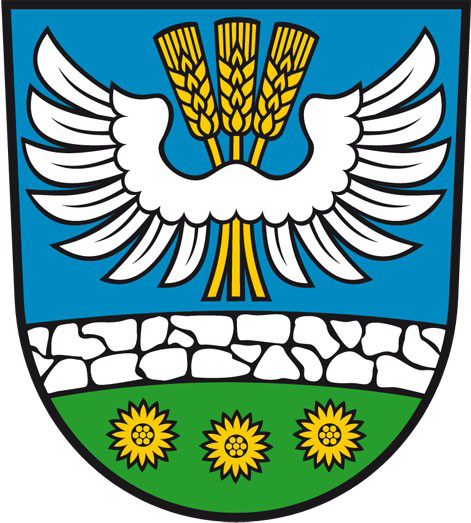
Krielow
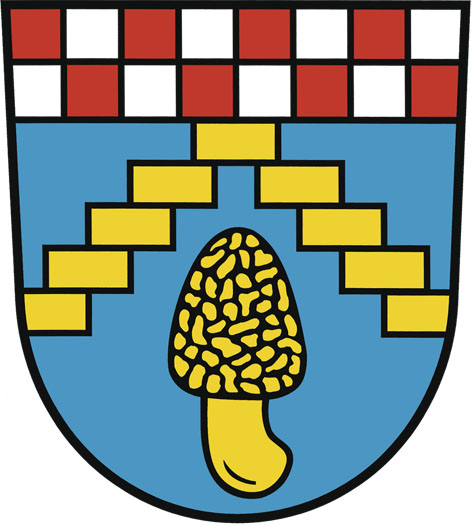
Schmergow

## Sehenswürdigkeiten und Kultur

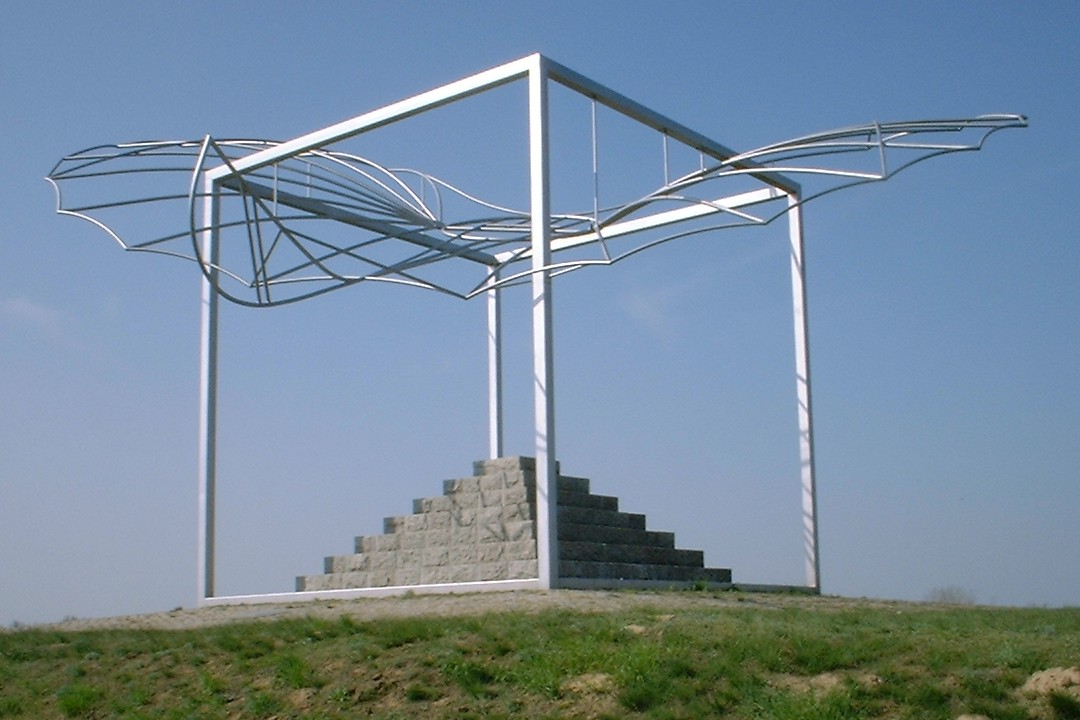
Lilienthal-Denkmal

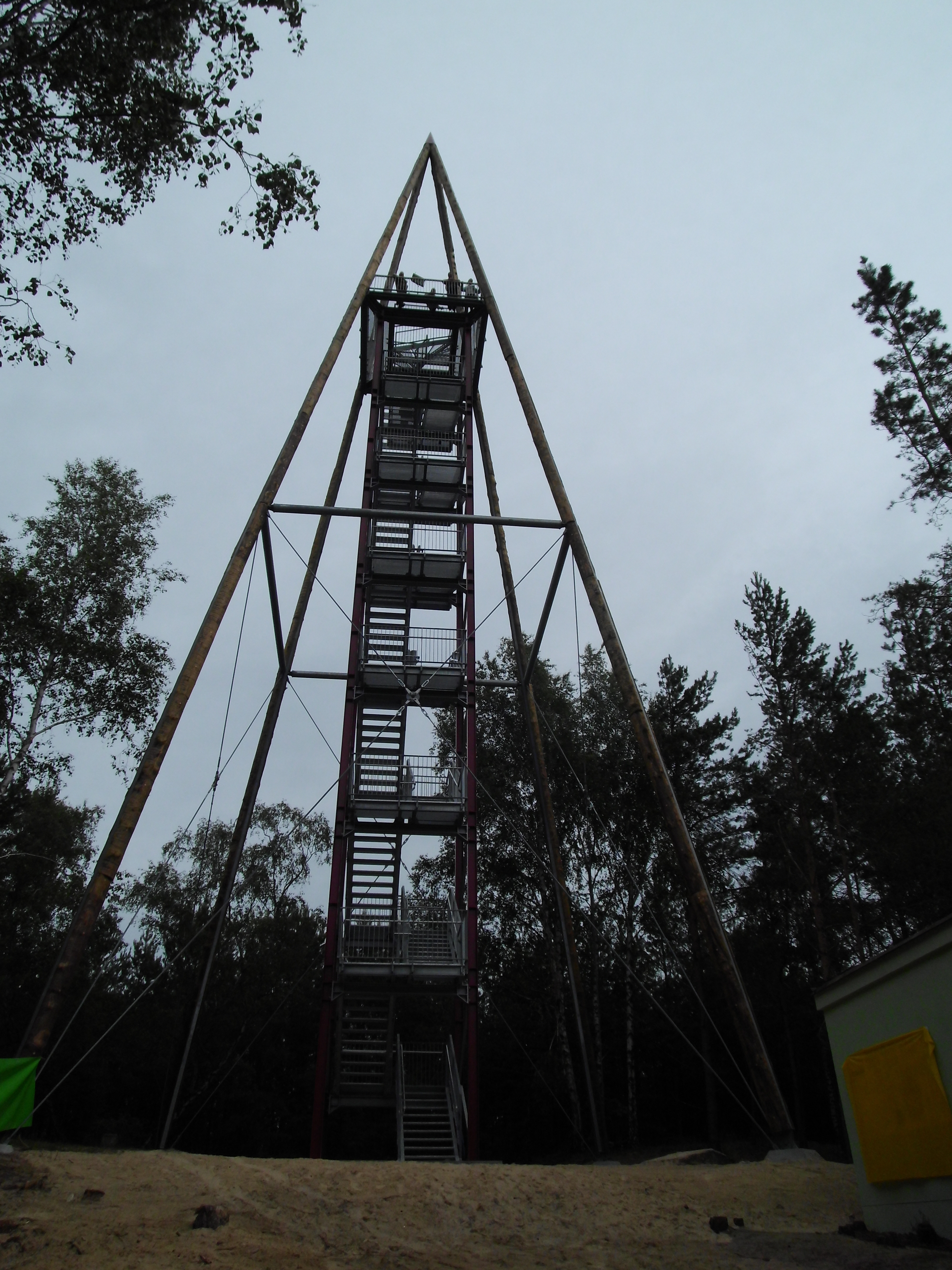
Aussichtsturm auf dem Götzer Berg

Alle Kulturdenkmäler stehen in der Liste der Baudenkmale in Groß Kreutz (Havel) und in der Liste der Bodendenkmale in Groß Kreutz (Havel).

### Bauwerke

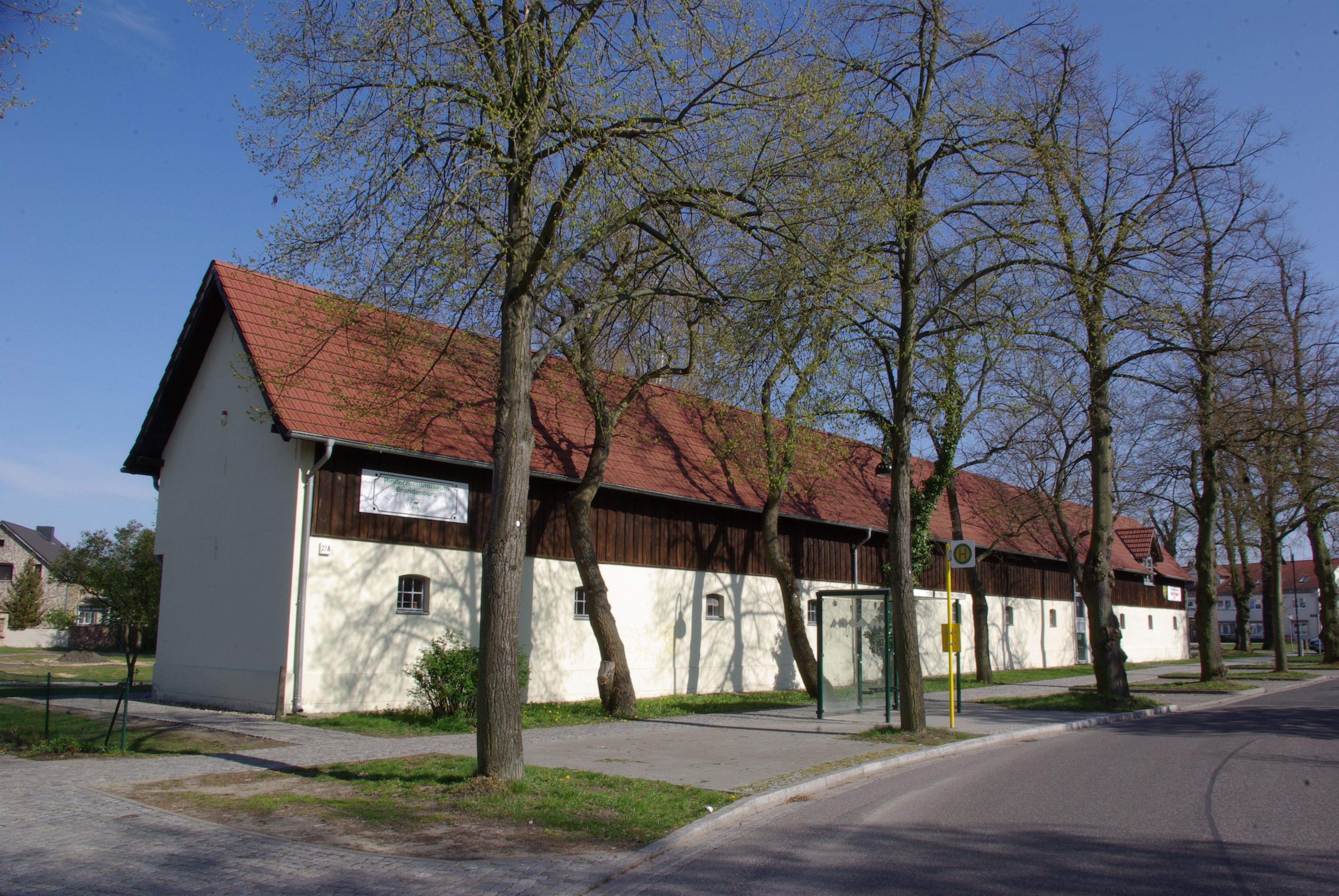
Rinderzuchtmuseum

- Katholische Kirche St. Josef im Ortsteil Jeserig, Kirchenbau der Moderne, in den frühen 1950er Jahren in der DDR errichtet
- Lilienthal-Denkmal des Bildhauers Wilfried Statt auf dem Windmühlenberg zwischen Krielow und Derwitz (Ortsteil von Werder), eingeweiht am 21. September 1991. Es erinnert an den Flugpionier, der auf dem Windmühlenberg seine ersten Gleitflüge unternahm.
- Die Dorfkirche Krielow ist eine verputzte Fachwerkkirche aus dem Jahr 1698, die in den Jahren 1965 und 1965 erheblich erneuert wurde. Im Innern steht unter anderem eine Kanzel aus der Bauzeit der Kirche.
- Aussichtsturm auf dem Götzer Berg, Neubau 2012 (Eröffnung am 13. Juni 2012); der Turm soll in seiner Gestalt an die früher hier vorhandenen trigonometrischen Signal- und Beobachtungstürme aus Holz erinnern.

### Museen
- Heimatmuseum Deetz
- Rinderzuchtmuseum Groß Kreutz

### Havelländischer Baumkreis
Der seit 2005 bestehende, direkt an der Bundesstraße 1 im Ortsteil Jeserig gelegene havelländische Baumkreis zeigt dem Besucher anhand des keltischen Baumhoroskopes seine persönlichen Eigenschaften. Der Baumkreis umfasst die große Brauchtumsfeuerstelle Jeserigs, an der regelmäßig das Osterfeuer sowie zu Beginn des Jahres ein Tannenbaumverbrennen durch die Feuerwehr Jeserig veranstaltet wird.

## Wirtschaft und Infrastruktur

### Straßenverkehr
Die Bundesstraße 1 führt von Brandenburg an der Havel kommend über den Ortsteil Jeserig nach Groß Kreutz. Sie trifft am östlichen Ortsausgang auf die Anschlussstelle Groß Kreutz der Bundesautobahn 10 (westlicher Berliner Ring). Die Anschlussstelle Groß Kreutz liegt allerdings auf den Gemarkungen von Derwitz und Plötzin (beides Ortsteile der Stadt Werder (Havel)).
Etwa 8 Kilometer südlich von Groß Kreutz verläuft die Bundesautobahn 2, über die Groß Kreutz an der Anschlussstelle Lehnin zu erreichen ist.
Die Landesstraße L 86 zwischen Ketzin und Lehnin durchquert die Gemeinde in Nord-Süd-Richtung.

### Schienenverkehr
Die Bahnhöfe Götz und Groß Kreutz liegen an der Bahnstrecke Berlin–Magdeburg und werden von der Regional-Express-Linie RE 1 Magdeburg Hbf–Berlin–Frankfurt (Oder) bedient.
Früher führte die 12 Kilometer lange, normalspurige Bahnstrecke Groß Kreutz–Lehnin, um den Ort hier an die Hauptstrecke Berlin–Genthin–Magdeburg anzuschließen. Der Personenverkehr wurde zum 19. Dezember 1965 und der Güterverkehr zum 9. Oktober 1967 eingestellt. Es folgte der Abbau der Gleisanlagen.

## Söhne und Töchter der Gemeinde
- Martin Lipenius (1630–1692), Bibliograph
- Karl-Heinrich Marschalleck (1904–1981), Prähistoriker